# Cyclocephala stockwelli
Cyclocephala stockwelli är en skalbaggsart som beskrevs av Brett C.Ratcliffe 2003. Cyclocephala stockwelli ingår i släktet Cyclocephala och familjen Dynastidae. Inga underarter finns listade i Catalogue of Life.